# London Positivist Society

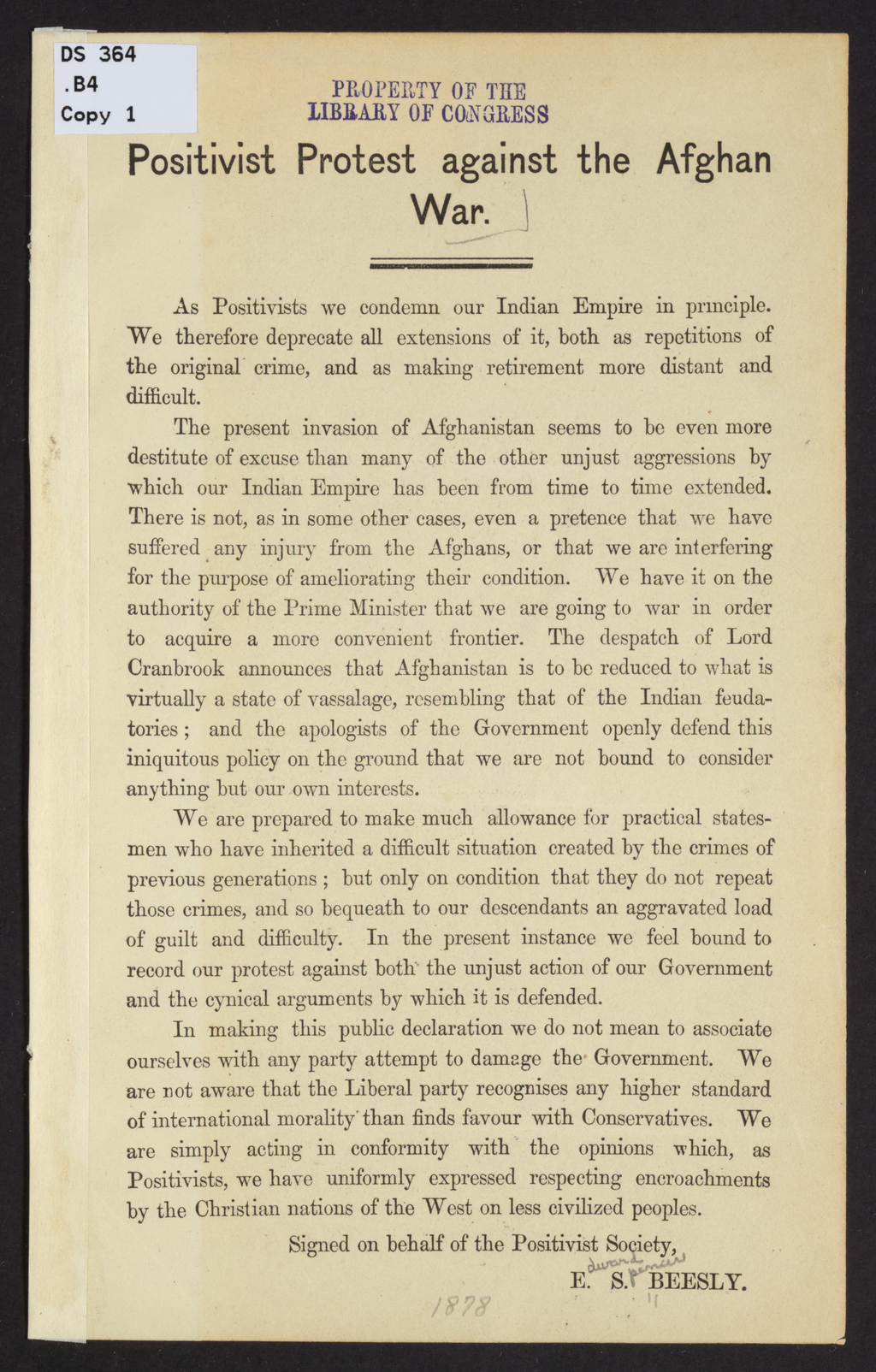
Manifest der Positivist Society in London (1878)

Die London Positivist Society war ein comtistischer, philosophischer Kreis in London der Jahre 1867 bis 1974. Die Gesellschaft wurde im Jahre 1867 von Richard Congreve gegründet und vereinigte sich 1934 mit dem English Positivist Committee.
Präsidenten der London Positivist Society
- Richard Congreve (ab 1867)
- Edward Spencer Beesley (bis 1901)
- Shapland Hugh Swinny (1901–1923)

Mitglieder der London Positivist Society
- Paul Juste Decours
- Donald Fincham (1916–1969)
- George Henry Lewes (1817–1878)
- Benjamin Fossett Lock (1880–1886), Honorary secretary
- Henry Tompkins (1870–1954)
- Frederick William Walsh (1879–1923)

## Referenzen
- Verzeichnis der Schriften der London Positivist Society
- aim25 Archives in London
- Biographie von Shapland Hugh Swinny und der Geschichte der LPS im Viktorianischen Zeitalter